# 文春文庫ビジュアル版
文春文庫ビジュアル版（ぶんしゅんぶんこビジュアルばん）は、株式会社文藝春秋が発行していた文春文庫の文庫内レーベル。
漫画作品か、カラー／白黒の写真が多数で含まれた特集記事により、構成されていた。1985年11月に刊行を開始して、1999年11月に終了。
：主なシリーズ
- 『目で見る〇〇』シリーズ
- プロ野球選手「列伝」シリーズ（Sports Graphic Number編）
- 森本哲郎による世界紀行シリーズ
- 懐かし漫画・短編大全集シリーズ（アンソロジー形式）
- B級グルメシリーズ
- 大アンケートによる映画ベスト150シリーズ
- 観光地のスーパーガイド・シリーズ
- ベストオブ〇〇 : In pocket
  - 料理の写真が、原寸サイズで収録されている以下の大型単行本の、ポケット版
    - ベスト オブ 丼 大型本   1987
    - ベストオブすし 大型本  1988
    - ベスト オブ ラーメン  大型本 –1986
    - ベスト オブ ラーメン ヌーボー 大型本 – 1988
    - ベスト　オブ　蕎麦  大型本 1990
    - ベストオブラーメン―元祖激選版  大型本 – 1994

## レーベル創刊前に刊行されていた書籍
1984年刊行の『東京たべもの探検』（文春文庫、1987年・12刷）のカバーの書籍紹介で、「文春文庫ビジュアル版」とされている書籍
- マッド・アマノ『パロディって何なのさ』  (文春文庫 1982)
- 畑正憲『ムツゴロウの絵本』全4巻　(文春文庫　1982）
- 東海林さだお『ショージ君の漫画文庫 (1)(2)』 (文春文庫 1983）
- 文藝春秋 (編さん)『不滅なり!長島茂雄』 (文春文庫 1984）
- 文芸春秋編『東京たべもの探検』（文春文庫、1984年）

## 刊行リスト
- 二小節の詩 : 愛を読むカレンダー365 さだまさし 著 文芸春秋  1985(文春文庫. ビジュアル版)
- 目でみる日本名歌の旅 : 額田王から石川啄木まで 山本健吉 編 文芸春秋  1985(文春文庫. ビジュアル版)
- 太平洋戦争日本軍艦戦記 半藤一利 編 文芸春秋  1985(文春文庫. ビジュアル版)
- 目で見る世界七不思議の旅 森本哲郎 編 文芸春秋  1986(文春文庫. ビジュアル版)
- 目でみる日本昔ばなし集 鳥越信 編 文芸春秋  1986(文春文庫. ビジュアル版)
- アイラブニューヨーク : スーパーガイド 永沢まこと イラストレーション,宮本美智子 文 文芸春秋  1986(文春文庫. ビジュアル版)
- 維新の青春群像 : 目でみる日本史 小西四郎 編 文芸春秋  1986(文春文庫. ビジュアル版)
- 豪打列伝 : プロ野球不滅のヒーローたち スポーツグラフィック・ナンバー 編 文芸春秋  1986(文春文庫. ビジュアル版)
- 芭蕉・蕪村・一茶の旅 : 日本縦断 関野凖一郎 版画,文芸春秋 編 文芸春秋  1986(文春文庫. ビジュアル版)
- 向田邦子ふたたび 文芸春秋 編 文芸春秋  1986(文春文庫. ビジュアル版)
- 建築探偵術入門 : 東京、横浜の西洋館230を追跡する スーパーガイド 東京建築探偵団 著 文芸春秋  1986(文春文庫 ビジュアル版)
- 豪球列伝 : プロ野球不滅のヒーローたち スポーツグラフィック・ナンバー 編 文芸春秋  1986(文春文庫 ビジュアル版)
- 黄金帝国の謎 : インカ・アステカ・マヤ 驚異の世界史 森本哲郎 編 文芸春秋  1986(文春文庫. ビジュアル版)
- ベスト・オブ・バイク66 スポーツグラフィック・ナンバー 編 文芸春秋  1987(文春文庫 ビジュアル版)
- 幻の貸本マンガ大全集 文芸春秋 編 文芸春秋  1987(文春文庫 ビジュアル版)
- ご利益別お守り図鑑 : ウルトラスーパー 神徳功徳研究会 編 文芸春秋  1987(文春文庫 ビジュアル版)
- 清原和博vs桑田真澄 : スーパーグラフ スポーツ・グラフィック「ナンバー」 編 文芸春秋  1987(文春文庫. ビジュアル版)
- 世紀末大東京遊覧 B級グルメクラブ 編 文芸春秋  1987(文春文庫 ビジュアル版)
- 懐かしのヒーローマンガ大全集 文芸春秋 編 文芸春秋  1987(文春文庫. ビジュアル版)
- 幸せって何? : マキの東京絵日記 藤原マキ 著 文芸春秋  1987(文春文庫 ビジュアル版)
- 沖縄の誘惑 : "千年の文化"を理解するために… 決定版 文芸春秋 編 文芸春秋  1987(文春文庫 ビジュアル版)
- 助っ人列伝 : プロ野球意外史 文芸春秋 編 文芸春秋  1987(文春文庫 ビジュアル版)
- 金の図鑑 : スーパーガイド 信頼のシンボル リッチライフ研究会 編 文芸春秋  1987(文春文庫. ビジュアル版)
- 「食」-京都の誘惑 文芸春秋 編 文芸春秋  1987(文春文庫. ビジュアル版)
- 古代地中海 血ぬられた神話 : 驚異の世界史 森本哲郎 編 文芸春秋  1988(文春文庫 ビジュアル版)
- 目でみる「アンネの日記」 アンネ・フランク財団 編 文芸春秋  1988(文春文庫 ビジュアル版)
- 東京・横浜B級グルメの冒険 文芸春秋 編 文芸春秋  1988(文春文庫 ビジュアル版)
- 暴れん坊列伝 : プロ野球乱闘史 文芸春秋 編 文芸春秋  1988(文春文庫ビジュアル版)
- ギャグマンガ傑作選 : '50年代の思い出グッズも満載 文芸春秋 編 文芸春秋  1988(文春文庫. ビジュアル版)
- サンフランシスコがいちばん美しいとき : スーパーガイド西海岸の旅 丸元淑生 編 文芸春秋  1988(文春文庫. ビジュアル版)
- パリの味 : シェフ驚嘆のカメラ・アイによる垂涎の饗宴!! 増井和子 著,丸山洋平 写真 文芸春秋  1988(文春文庫 ビジュアル版)
- 少女マンガ大全集 : '59～'76短編にみる魅惑のミクロコスモス 文芸春秋 編 文芸春秋  1988(文春文庫 ビジュアル版)
- 新撰「世界七不思議」 : 驚異への旅 森本哲郎 編 文芸春秋  1988(文春文庫. ビジュアル版)
- ラガーメン列伝 : ラグビーに賭けた青春 末富鞆音 編 文芸春秋  1988(文春文庫 ビジュアル版)
- セイシュンのB級グルメ : 「食」を通して「東京」を語る 文芸春秋 編 文芸春秋  1988(文春文庫 ビジュアル版)
- 「漫画読本」傑作選 : 劇画よ、さらば!帰ってきた'60年代の爆笑 文芸春秋 編 文芸春秋  1989(文春文庫 ビジュアル版)
- オリエントの幻 : 物語はバベルの塔から始まった 驚異の世界史 森本哲郎 編 文芸春秋  1989(文春文庫. ビジュアル版)
- 巧守巧走列伝 : プロ野球不滅のヒーローたち スポーツ・グラフィック「ナンバー」 編 文芸春秋  1989(文春文庫 ビジュアル版)
- B級グルメの基礎知識 : 平成時代のトレンドを探る 文芸春秋 編 文芸春秋  1989(文春文庫ビジュアル版)
- B級グルメが見た韓国 : 食文化大探検 文芸春秋 編 文芸春秋  1989(文春文庫 ビジュアル版)
- 洋画ベスト150 : 大アンケートによる 文芸春秋 編 文芸春秋  1988(文春文庫 ビジュアル版)
- 日本映画ベスト150 : 大アンケートによる 文芸春秋 編 文芸春秋  1989(文春文庫 ビジュアル版)
- B級グルメが見た台湾 : スーパーガイド 文芸春秋 編 文芸春秋  1989(文春文庫 ビジュアル版)
- 魔球伝説 : プロ野球不滅のヒーローたち スポーツ・グラフィックナンバー 編 文芸春秋  1989(文春文庫 ビジュアル版)
- 「翔ぶが如く」と西郷隆盛 : 目でみる日本史 司馬大河ドラマをより深く味わうために… 文芸春秋 編 文芸春秋  1989(文春文庫 ビジュアル版)
- B級グルメの東京自由自在 : マンモス都市を気ままに使いこなすための教則本 文芸春秋 編 文芸春秋  1989(文春文庫. ビジュアル版)
- ベストオブラーメンin pocket 麺's club 編 文芸春秋  1989(文春文庫 ビジュアル版)
- ラグビー伝説 : ひた走る闘魂の物語 日本の球史90年が語る スポーツグラフィックナンバー 編 文芸春秋  1990(文春文庫 ビジュアル版)
- 『赤毛のアン』の島へ : 名作の故郷プリンス・エドワード島紀行 塩野米松 著,和田悟 撮影 文芸春秋  1990(文春文庫 ビジュアル版)
- ベストオブ丼in pocket どんぶり探偵団 編 文芸春秋  1990(文春文庫 ビジュアル版)
- 女優ベスト150 : わが青春のアイドル 大アンケートによる 文芸春秋 編 文芸春秋  1990(文春文庫 ビジュアル版)
- 古代日本七不思議 : 驚異への旅 文芸春秋 編 文芸春秋  1990(文春文庫ビジュアル版)
- 妖怪マンガ恐怖読本 文芸春秋 編 文芸春秋  1990(文春文庫 ビジュアル版)
- ラブシーンベスト150 : 洋画・邦画 文芸春秋 編 文芸春秋  1990(文春文庫 ビジュアル版)
- 熱闘!プロ野球三十番勝負 スポーツ・グラフィック「ナンバー」 編 文芸春秋  1990(文春文庫 ビジュアル版)
- 冥想するアジア : インダス/ガンジス/アンコール・ワット 驚異の世界史 森本哲郎 編 文芸春秋  1990(文春文庫 ビジュアル版)
- 嘘八百! : 広告ノ神髄トハ何ゾヤ? 1884～1943 天野祐吉 著 文芸春秋  1990(文春文庫. ビジュアル版)
- B級グルメの東京一番しぼり : マンモス都市の懐はまだまだ深い 文芸春秋 編 文芸春秋  1990(文春文庫. ビジュアル版)
- 美空ひばり : "歌う女王"のすべて 文芸春秋 編 文芸春秋  1990(文春文庫. ビジュアル版)
- ベストオブすし : In pocket 握り寿司観察学会 編 文芸春秋  1991(文春文庫 ビジュアル版)
- 驚異の動物七不思議 : チンパンジーになぜカギがあけられるのか? 文芸春秋 編 文芸春秋  1991(文春文庫 ビジュアル版)
- 宮沢賢治への旅 : 名作の故郷イーハトーヴ紀行 文芸春秋 編 文芸春秋  1991(文春文庫 ビジュアル版)
- 激走!F1 : 歴史に残る30の名レース スポーツ・グラフィック「ナンバー」 編 文芸春秋  1991(文春文庫 ビジュアル版)
- 古代日本七つの謎 : 驚異への旅 文芸春秋 編 文芸春秋  1991(文春文庫 ビジュアル版)
- 豪打列伝 2 スポーツグラフィック・ナンバー 編 文芸春秋  1991(文春文庫. ビジュアル版)
- ミステリー・サスペンス洋画ベスト150 : 大アンケートによる 文芸春秋 編 文芸春秋  1991(文春文庫 ビジュアル版)
- 失われた楼蘭 : 古代中国・西域への旅 驚異の世界史 森本哲郎 編 文芸春秋  1991(文春文庫 ビジュアル版)
- B級グルメのおいしい銀座 : この一冊で銀座は自由自在 文芸春秋 編 文芸春秋  1991(文春文庫. ビジュアル版)
- ビデオが大好き!365夜 : 映画カレンダー 文芸春秋 編 文芸春秋  1991(文春文庫 ビジュアル版)
- 時代マンガベストセレクション 文藝春秋 編 文藝春秋  1991(文春文庫 : ビジュアル版)
- 夢みる旅「赤毛のアン」 文芸春秋 編 文芸春秋  1992(文春文庫 ビジュアル版)
- 少年少女小説ベスト100 : 大アンケートによる 文芸春秋 編 文芸春秋  1992(文春文庫 ビジュアル版)
- アドルフに告ぐ 第1巻 手塚治虫 著 文芸春秋  1992(文春文庫 ビジュアル版)
- アドルフに告ぐ 第2巻 手塚治虫 著 文芸春秋  1992(文春文庫 ビジュアル版)
- アドルフに告ぐ 第3巻 手塚治虫 著 文芸春秋  1992(文春文庫 ビジュアル版)
- プロ野球ヒーロー伝説 : みじかくも美しく燃え スポーツ・グラフィック「ナンバー」 編 文芸春秋  1992(文春文庫 ビジュアル版)
- ベストオブ蕎麦in pocket 麺's club 編 文芸春秋  1992(文春文庫 ビジュアル版)
- アドルフに告ぐ 第4巻 手塚治虫 著 文芸春秋  1992(文春文庫 ビジュアル版)
- アドルフに告ぐ 第5巻 手塚治虫 著 文芸春秋  1992(文春文庫 ビジュアル版)
- アニマルズ・クライシス絶滅! : 宇宙船地球号に未来はあるか 文芸春秋 編 文芸春秋  1992(文春文庫 ビジュアル版)
- 昭和スポーツ列伝 文芸春秋 編 文芸春秋  1992(文春文庫 ビジュアル版)
- B級グルメのおいしい銀座 2 文芸春秋 編 文芸春秋  1992(文春文庫. ビジュアル版)
- また、嘘八百!! : 広告ノ神髄トハ何ゾヤ? 明治篇 天野祐吉 著 文芸春秋  1992(文春文庫. ビジュアル版)
- 洋・邦名画ベスト150 : 中・上級篇 文芸春秋 編 文芸春秋  1992(文春文庫 ビジュアル版)
- 私の大好物―各界スターが特別公開する 週刊文春 編 文芸春秋  1992(文春文庫. ビジュアル版)
- 古代日本史最前線 : "常識"は今くつがえされた! 文芸春秋 編 文芸春秋  1993(文春文庫 ビジュアル版)
- B級グルメ大情報 : 「おいしい東京」900店データ&マップ 1993～94 文芸春秋 編 文芸春秋  1993(文春文庫. ビジュアル版)
- 熱血!名力士列伝 : 怪力・異能・土俵の鬼 スポーツ・グラフィック「ナンバー」 編 文芸春秋  1993(文春文庫 ビジュアル版)
- 東京・横浜B級グルメの半日散歩 文芸春秋 編 文芸春秋  1993(文春文庫. ビジュアル版)
- 地球謎紀行 : 大自然はミスティアリアス 文芸春秋 編 文芸春秋  1993(文春文庫 ビジュアル版)
- プロレス血風録 門馬忠雄 著 文芸春秋  1993(文春文庫 ビジュアル版)
- 武田信玄 1 (風の巻) さいとう・たかを 著 文芸春秋  1993(文春文庫. ビジュアル版)
- 武田信玄 2 (林の巻) さいとう・たかを 著 文芸春秋  1993(文春文庫. ビジュアル版)
- 怖い話 : 傑作マンガ選 文芸春秋 編 文芸春秋  1993(文春文庫. ビジュアル版)
- 武田信玄 3 (火の巻) さいとう・たかを 著 文芸春秋  1993(文春文庫. ビジュアル版)
- 武田信玄 4 (山の巻) さいとう・たかを 著 文芸春秋  1993(文春文庫. ビジュアル版)
- またまた、嘘八百!!! : 広告ノ神髄トハ何ゾヤ? 大正篇 天野祐吉 著 文芸春秋  1993(文春文庫. ビジュアル版)
- オカルティズムへの招待 : 西欧"闇"の精神史 黒魔術、錬金術から秘密結社まで 文芸春秋 編 文芸春秋  1993(文春文庫. ビジュアル版)
- 大アンケートによる男優ベスト150 文芸春秋 編 文芸春秋  1993(文春文庫. ビジュアル版)
- B級グルメのこれが美味しい! : 純正東京5大丼3大ライスを探せ 文芸春秋 編 文芸春秋  1993(文春文庫. ビジュアル版)
- 忍者無芸帖 大食の巻 いしいひさいち 著 文芸春秋  1993(文春文庫. ビジュアル版)
- 忍者無芸帖 無芸の巻 いしいひさいち 著 文芸春秋  1993(文春文庫. ビジュアル版)
- 漫画文学全集 1 東海林さだお 著 文芸春秋  1994(文春文庫. ビジュアル版)
- 漫画文学全集 2 東海林さだお 著 文芸春秋  1994(文春文庫. ビジュアル版)
- 漫画文学全集 3 東海林さだお 著 文芸春秋  1994(文春文庫 ビジュアル版)
- 漫画文学全集 4 東海林さだお 著 文芸春秋  1994(文春文庫 ビジュアル版)
- 幻の加耶と古代日本 : ここまでわかった日韓古代史 文芸春秋 編 文芸春秋  1994(文春文庫 ビジュアル版)
- 天人唐草 : 自選作品集 山岸凉子 著 文芸春秋  1994(文春文庫 ビジュアル版)
- 夜叉御前 : 自選作品集 山岸凉子 著 文芸春秋  1994(文春文庫 ビジュアル版)
- 異説・黒沢明 文芸春秋 編 文芸春秋  1994(文春文庫 ビジュアル版)
- 嘘八百、これでもか!!!! : 広告の神髄トハ何ゾヤ? 昭和戦前篇 天野祐吉 著 文芸春秋  1994(文春文庫 ビジュアル版)
- 握りの真髄 : 江戸前寿司の三職人が語る 文芸春秋 編 文芸春秋  1994(文春文庫 ビジュアル版)
- 一瞬の輝き! : Numberスポーツ写真傑作選 玉木正之 編著 文芸春秋  1994(文春文庫 ビジュアル版)
- 植村直己の冒険学校 植村直己 著 文芸春秋  1994(文春文庫 ビジュアル版)
- どっこい生きてる! : 東京の野生動物大探険 中島るみ子 著 文芸春秋  1994(文春文庫 ビジュアル版)
- 知りたい脳 : 脳と心はどこまでわかったのだろう? 文芸春秋 編 文芸春秋  1994(文春文庫 ビジュアル版)
- ハイテクからくり図鑑 中野不二男 著 文芸春秋  1994(文春文庫 ビジュアル版)
- 夏目漱石青春の旅 半藤一利 編 文芸春秋  1994(文春文庫ビジュアル版)
- 人間ども集まれ! 上下 手塚治虫 著 文芸春秋  1995(文春文庫ビジュアル版)
- 漫画文学全集 5 東海林さだお 著 文芸春秋  1995(文春文庫 ビジュアル版)
- 漫画文学全集 6 東海林さだお 著 文芸春秋  1995(文春文庫 ビジュアル版)
- B級グルメのたのしい温泉 : 青森から鹿児島まで 文芸春秋 編 文芸春秋  1995(文春文庫 ビジュアル版)
- 野菜探検隊世界を歩く 池部誠 著 文芸春秋  1995(文春文庫ビジュアル版)
- 上を下へのジレッタ 上下 手塚治虫 著 文芸春秋  1995(文春文庫 ビジュアル版)
- 火の山 手塚治虫 著 文芸春秋  1995(文春文庫 ビジュアル版)
- 作家のかくし味 万真智子 編 文芸春秋  1995(文春文庫ビジュアル版)
- フースケ 手塚治虫 著 文芸春秋  1995(文春文庫 ビジュアル版)
- 裕次郎とその時代 文芸春秋 編 文芸春秋  1995(文春文庫 ビジュアル版)
- 戦後生まれが選ぶ洋画ベスト100 文芸春秋 編 文芸春秋  1995(文春文庫 ビジュアル版)
- 横浜中華街料理長自慢の家庭中華料理 神奈川新聞社 編著 文芸春秋  1995(文春文庫ビジュアル版)
- 階段宮殿 : 自選作品集 坂田靖子 著 文芸春秋  1996(文春文庫 ビジュアル版)
- ハリーの災難 : 自選作品集 坂田靖子 著 文芸春秋  1996(文春文庫 ビジュアル版)
- 野茂&イチロー スポーツ・グラフィックナンバー 編 文芸春秋  1996(文春文庫ビジュアル版)
- 岳人列伝 村上もとか 著 文芸春秋  1996(文春文庫 ビジュアル版)
- 月読 : 自選作品集 山岸凉子 著 文芸春秋  1996(文春文庫 ビジュアル版)
- 魅惑のフェロモンレコード みうらじゅん 著 文芸春秋  1997(文春文庫 ビジュアル版)
- ベトナムへ行こう 勝谷誠彦 編 文芸春秋  1997(文春文庫ビジュアル版)
- わたしの人形は良い人形 : 自選作品集 山岸凉子 著 文芸春秋  1997(文春文庫 ビジュアル版)
- シュリンクス・パーン : 自選作品集 山岸凉子 著 文藝春秋  1997(文春文庫 : ビジュアル版)
- 私の大好物 Part2 週刊文春 編 文藝春秋  1997(文春文庫 : ビジュアル版)
- 日本の名機100選 木村秀政, 田中祥一 著 文藝春秋  1997(文春文庫 : ビジュアル版)
- 秦始皇帝 上下 久保田千太郎 作,久松文雄 画 文藝春秋  1997(文春文庫 : ビジュアル版)
- ハトシェプスト : 古代エジプト王朝唯一人の女ファラオ 山岸凉子 著 文藝春秋  1998(文春文庫 : ビジュアル版)
- 路上観察華の東海道五十三次 路上観察学会 著 文藝春秋  1998(文春文庫 : ビジュアル版)
- タイムスリップ 山岸凉子 著 文藝春秋  1999(文春文庫 : ビジュアル版)
- ブルー・ロージス : 自選作品集 山岸凉子 著 文藝春秋  1999(文春文庫 : ビジュアル版)